# دائرة عين العودة
دائرة عين العودة هي إحدى دوائر عمالة الصخيرات تمارة، التابعة لجهة الرباط سلا القنيطرة، المملكة المغربية. تضم الدائرة 4 جماعات قروية، وبلغ عدد سكانها 62456 فرداً سنة 2004 حسب الإحصاء الرسمي للسكان والسكنى. يتبع للدائرة 18 مشيخة و71 دوار.

## التقسيمات الإداريّة
تعتبر دائرة عين العودة إحدى الدوائر المشكّلة لعمالة الصخيرات تمارة، وهو التقسيم الإداري من المستوى الرابع المعتمد في المغرب. ينقسم عمالة الصخيرات تمارة إلى 6 جماعات قروية تختلف من حيث السكان والمساحة، والتي بدورها تنقسم إلى مشيخات تضم عدداً من الدواوير.